# Poromya trosti
Poromya trosti är en musselart som beskrevs av Strong och Leo George Hertlein 1937. Poromya trosti ingår i släktet Poromya och familjen Poromyidae. Inga underarter finns listade i Catalogue of Life.